# Gutturnium
Gutturnium là một chi ốc biển săn mồi, là động vật thân mềm chân bụng sống ở biển trong họ Ranellidae, họ ốc tù và.

## Các loài
Các loài thuộc chi Gutturnium bao gồm:
- Gutturnium muricinum (Röding, 1798)[2]